# Alaşar
Alaşar är en ort i Azerbajdzjan.   Den ligger i distriktet Cəlilabad Rayonu, i den sydöstra delen av landet, 190 kilometer sydväst om huvudstaden Baku. Alaşar ligger 237 meter över havet och antalet invånare är 372.
Terrängen runt Alaşar är kuperad åt sydväst, men åt nordost är den platt. Runt Alaşar är det ganska tätbefolkat, med 149 invånare per kvadratkilometer.. Närmaste större samhälle är Arkewan, 12,0 kilometer öster om Alaşar.
Omgivningarna runt Alaşar är en mosaik av jordbruksmark och naturlig växtlighet.